# ROKS Jung Geungmo
Le ROKS Jung Geungmo (PKG-719) est un patrouilleur lance-missiles (PKG) de la marine de la république de Corée, le huitième navire de la classe Gumdoksuri.

## Conception
La classe Gumdoksuri est une classe de patrouilleurs de nouvelle génération conçus pour la marine de la république de Corée (ROKN), l’une des classes de navires les plus avancés technologiquement de la Corée du Sud. Ces bateaux à grande vitesse sont armés de missiles et sont conçus pour remplacer les anciens patrouilleurs de la classe Chamsuri. Les navires de 440 tonnes mesurent 63 mètres de long et 9 mètres de large. Ils ont une vitesse maximale de 41,5 nœuds (76,9 km/h). Officiellement, ils sont classés comme patrouilleurs rapides (PKX) ou comme patrouilleurs-tueurs lanceurs de missiles guidés (PKG).
La classe Gumdoksuri est équipée d’un système de combat technologique indépendant, qui se compose d’un EOTS et d’un radar de poursuite. Le radar de recherche peut identifier plus de 100 cibles simultanément. Une autre caractéristique importante est le système de traçage électronique optique, avec fonctions de suivi de cible. 
Leur arme principale est un canon Otobreda 76 mm refroidi à l’eau. Ils sont également armés d’un canon de 40 mm et de missiles antinavires SSM-700K Haeseong. L’armement est contrôlé par un système de conduite de tir Saab CEROS 200 et les cibles sont détectées par un radar STX RadarSys SPS-100k.

## Carrière
La classe Gumdoksuri est construite par deux sociétés, Hanjin Heavy Industries et STX Offshore & Shipbuilding. Le ROKS Jung Geungmo (PKG-719) fait partie des bateaux construits par Hanjin Heavy Industries à Busan. Il a été lancé le 2 novembre 2010 et mis en service le 19 décembre 2011.